# سارکومر

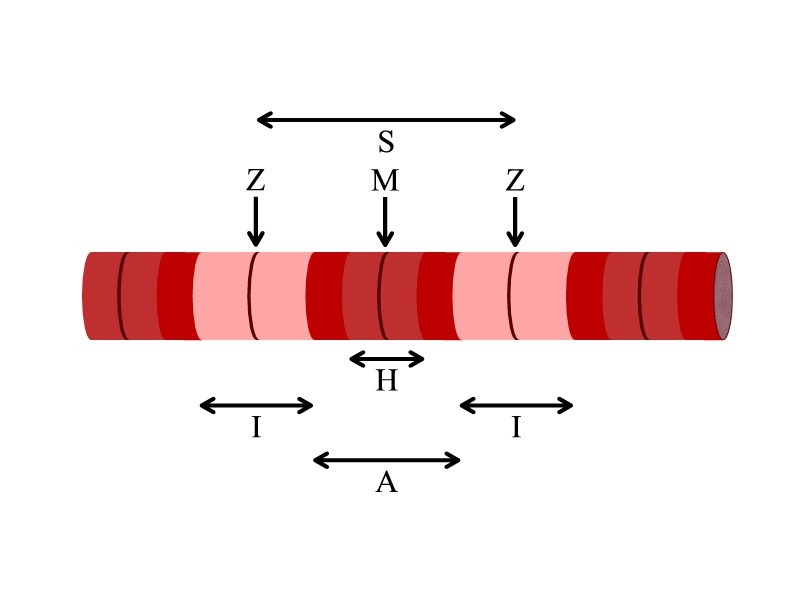
دیاگرامی از سارکومر (ما بین دو خط Z), خط Z: خطی تیره در وسط نوار روشن (I) است که جداکننده دو سارکومر از یکدیگر است، صفحه هنسن (H zone) صفحه‌ای روشن در وسط نوار تیره (A) است، خط M، خطی تیره در وسط صفحهٔ هنسن و سارکومر است.

هر یاختهٔ ماهیچه‌ای (میوسیت) یا تار یا میون شامل میوفیبریل (تارچه)هاست که زنجیره‌های بسیار طولانی از سارکومرها هستند. سارکومرها واحدهای انقباضی سلول هستند. یک سلول از ماهیچه دوسر بازو (یک نوع ماهیچه اسکلتی یا مخطط) ۱۰۰٬۰۰۰ سارکومر دارد. میوفیبریل‌های سلول‌های ماهیچه صاف به شکل سارکومر سازماندهی نشده‌اند اما ساختار میوفیبریل‌ها در ماهیچهٔ قلبی مانند ماهیچهٔ اسکلتی از سارکومر است. سارکومرها از رشته‌های نازک و ضخیم تشکیل شده‌اند. رشته‌های نازک از فیلامان‌های اکتین تشکیل شده‌اند، درحالی‌که رشته‌های ضخیم از پروتئین‌های میوزین ساخته شده‌اند. سارکومرها اندامک یا هسته ندارند. در سارکومرها دو نوار Z (تیره) و A (روشن) وجود دارد که به علت آرایش منظم میوفیلامنت‌های ضخیم و نازک (به ترتیب متشکل از میوزین و اکتین) بدین شکل درآمده‌است. اکتین و میوزین رشته‌هایی پروتئینی هستند. در بخش تیره سارکومر می‌توان میوزین و اکتین را با هم دید و در بخش وسطی سارکومر علاوه بر میوزین، پروتئین‌های دیگر را نیز می‌توان مشاهده کرد. مجموعه‌ای از سارکومرها تارچه را تشکیل می‌دهند.

## میوفیلامنت‌های ضخیم
هر میوفیلامنت ضخیم شامل ۲۰۰–۵۰۰ مولکول میوزین است. میوزین‌ها ناحیه مرکزی سارکومر یعنی نوار A را اشغال می‌کنند و میوزین یک مجموعه بزرگ با دو زنجیره سنگین یکسان و دو جفت زنجیره سبک است. زنجیره‌های سنگین در واقع پروتئین‌های حرکتی میله مانند و نازکی (به‌طول ۱۵۰ نانومتر و ضخامت ۲ تا ۳ نانومتر) هستند که با یکدیگر پیچ و تاب خورده و دم‌های میوزین را می‌سازند. زوائد یا سرهای کروی هم که در انتهای هر زنجیره سنگین وجود دارند را زنجیره‌های سبک به‌وجود می‌آورند. در واقع سرهای میوزین جایگاه‌هایی برای اتصال اکتین (تشکیل پل عرضی ناپایدار بین اکتین و میوزین در حین انقباض) و آدنوزین تری‌فسفات (ATP) هستند. به این عملِ سرهای میوزین، فعالیت ATPآزی اکتومیوزین (Actomyosin ATPase activity) گویند. صدها مولکول میوزین به گونه‌ای آرایش یافته‌اند که بخش میله‌ای فیلامنت‌های ضخیم با یکدیگر همپوشانی داشته و سرهای آن‌ها رو به هر دو انتهای فیلامنت‌های ضخیم هستند.

## میوفیلامنت‌های نازک
یک فیلامنت نازک خود شامل Fاکتین، تروپومیوزین و تروپونین است. Fاکتین خود شامل مونومرهای Gاکتین است که دارای یک محل اتصال به‌نام نقاط فعال برای میوزین است. تروپومیوزین (Tropomyosin) هم که یک نوع پروتئین تنظیم‌کننده هست، مارپیچی از دو زنجیره پلی‌پپتیدی است که در واقع جایگاه اتصال Gاکتین را می‌پوشاند و مانع از اتصال سر میوزین به جایگاه فعال (Active site) اکتین در حالت عادی می‌شود. تروپونین مجموعه‌ای از سه زیر واحد است: TnT که به تروپومیوزین متصل می‌شود؛ TnC که به یون‌های کلسیم وصل می‌گردد و TnI که تعاملات اکتین-میوزین را تنظیم می‌کند.